# Na Łąkach (Nowy Sącz)
Na Łąkach – peryferyjna część miasta Nowy Sącz, położona na południu miasta, w rejonie ulicy Mizgałów.
Włączone do Nowego Sącza 2 lutego 1977 jako część wsi Poręba Mała.